# 北投石
北投石（英語：Hokutolite）是由溫泉環境生成含放射性鐳元素的稀有礦物，目前僅在臺灣臺北市的北投溫泉和日本秋田縣的玉川溫泉被發現。是全世界4,000多種礦物種類中，唯一以臺灣地名命名的礦物。於日本被文部科學省指定為「特別天然記念物」；臺灣則指定為「自然文化景觀」，並由臺北市政府劃定自然保留區於北投溫泉博物館上游北投溪河段。

## 性質
北投石為斜方晶系的硫酸鹽礦物，為重晶石的亞種，化學成分變化很大，尤其是具明、暗相間環帶構造時，不同環帶所計算出的化學組成分子式是在(Pb.35-Ba.65)SO4至(Pb.20-Ba.80)SO4之間，北投石BaO最高含量約42％，最低是32％。質純的重晶石（Barite，BaSO4）之BaO含量應是65.7％。而PbSO4對BaSO4之分子比可由21︰79至32︰68（其平均值近27︰73）；因此，鉛與鋇的含量並非固定不變，而是在1︰4至1︰2（鉛︰鋇）的範圍內變動，鋇的含量多於鉛。北投石因含有鹼土金屬元素—鐳，所以具有放射性。

## 歷史
1905年（明治38年），任職臺灣總督府殖產局鑛務課技手、臺灣總督府民政部殖產局附屬博物館（現今國立臺灣博物館）陳列員的岡本要八郎，在北投瀧乃湯附近的北投溪中首次發現溪床上有沉澱物，但當時並未深入研究。
1907年（明治40年），岡本找到北投石的礦物結晶，經初步檢測發現比重大且含有鉛（Pb）的成分，由於是在酸性溫泉環境中生成，故暫以常見的已知礦物「硫酸鉛礦」（Anglesite，PbSO4）稱之。後來岡本在實驗室的暗房中，將此礦物結晶放置於未曝光的玻璃底片上，經過10天後沖洗，發現底片完全感光，證實這種礦物結晶有放射性元素存在。同年，東京帝國大學神保小虎教授發現此礦物標本，與保存在東京帝國大學的礦石標本室由櫻井廣三郎在1898年於玉川溫泉採集之標本相同。
1912年（大正元年），神保小虎教授將岡本於北投採集的礦物標本帶往俄國首都聖彼得堡參加國際礦物會議，並提出新礦物種類發現的審查申請，與俄國鐳礦調查委員長弗拉迪米爾·維爾納茨基教授共同將其命名為Hokutolite（Hokuto是北投的日語地名，lite則是英語岩石與礦物的意思）。政府亦隨即制定北投溪沿岸的禁採令。
1923年（大正12年）4月25日，裕仁皇太子於蒞臨北投時曾特別涉溪勘查，後來設立「皇太子殿下御渡涉記念碑」（目前位於瀧乃湯庭院內）紀念此事。

## 相關研究
1915年，臺灣總督府殖產局出版岡本要八郎《北投石調查報文》，介紹北投石分布地區、礦物學研究資料及其放射性現象。
1928年，出版第11次新礦物的命名清單（Spexcer, L. J.等人著，Eleventh list of new mineral names）記載︰典藏在英國大英博物館之礦物，有一礦物名為 Weisbachite（鉛重晶石），是屬於硫酸鉛礦的變種之一，化學成分為5PbSO4．BaSO4，由礦物學家Kolbeck於1907年發現，產地為智利，以德國阿爾賓·韋斯巴赫教授的名字作為命名依據，與北投石為相同的礦物。
由於缺乏輻射源，日治時期常會用北投石成分釙（Po）做為原子核實驗時的比對參考物質，使北投石在臺灣物理史上具有重大意義。1934年（昭和9年）7月25日晚間，:578臺北帝大物理學講座的荒勝文策團隊成功完成人工撞擊原子核實驗。此為亞洲第一次，世界第二次成功實驗。:21領先成功的重要因素之一，就是使用北投石內含有的釙作為比對值。
1961年，中華民國中央研究院前任院長李遠哲就讀國立清華大學時的碩士論文〈北投石放射性之研究〉亦以北投石為研究主題。
1995年，曾連生發現北投石的天然放射性核種結果，為每克北投石中含鐳-226︰2.256×10-9克；含鐳-228︰4.87×10-13克。

## 保護與復育

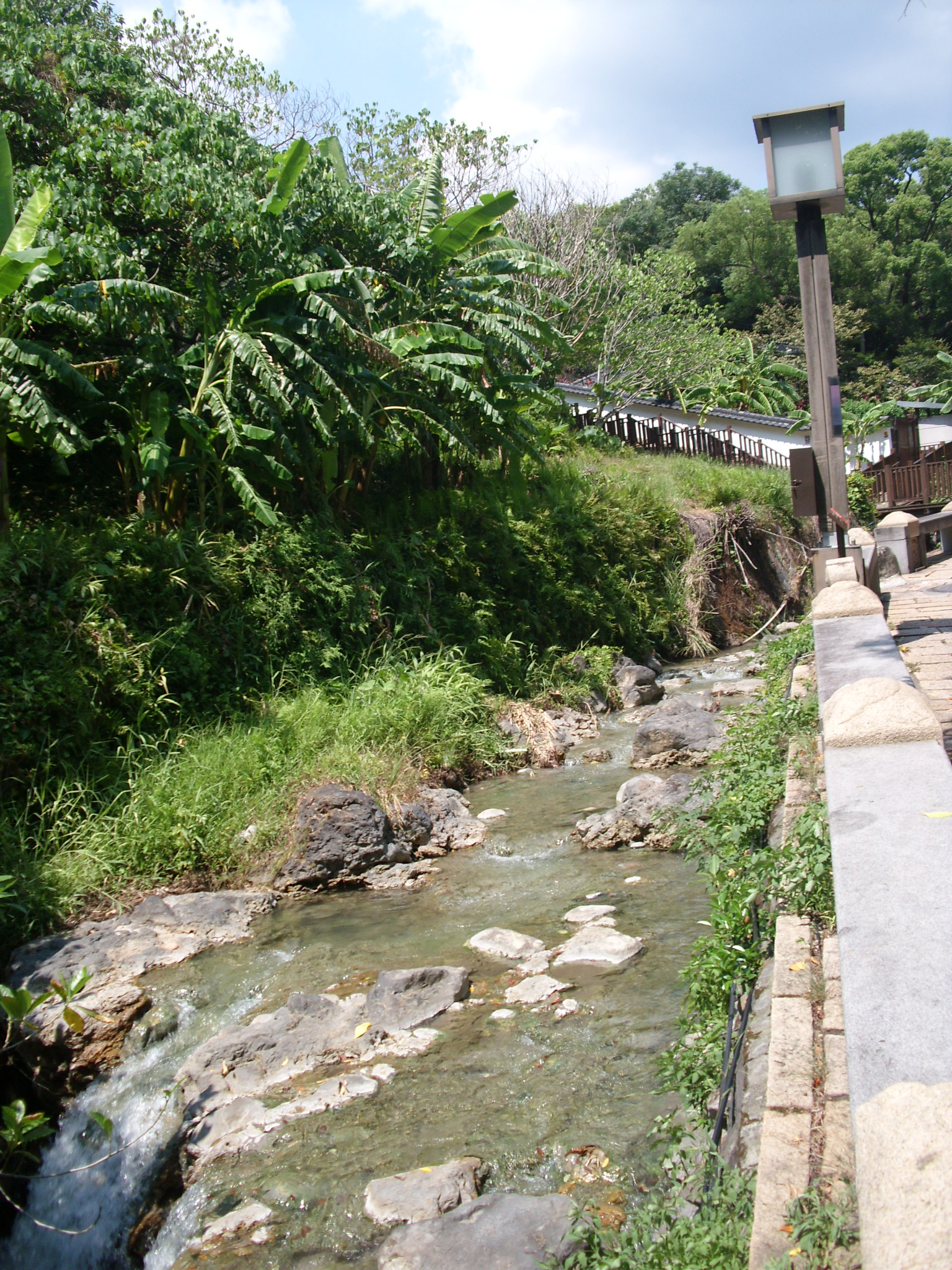
北投石自然保留區一景

1933年（昭和8年）11月26日，臺灣總督府依據史蹟名勝天然紀念物保存法指定北投石為「天然記念物」。
1952年（昭和27年），日本文部省指定為「特別天然記念物」。
2000年，行政院文資小組指定北投石為「自然文化景觀」，成立「北投溪（北投石）自然保留區」，為臺灣第一個納入保存指定的礦物。
2011年8月19日，北投溫泉與玉川溫泉締結為姐妹溫泉。
2013年12月26日，臺北市政府設立北投石自然保留區，為臺灣第一個由地方政府劃設自然保留區以保護礦石的案例。

## 參看
- 北投區
- 溫泉
- 岡本要八郎
- 鐳

## 外部連結
- 北投石Hokutolite之性質介紹（英文，mindat）（页面存档备份，存于）
- 台灣省礦物局的資料（页面存档备份，存于）
- 北投國小科展報告
- 北投石發現研究歷史
- 北投石之故鄉：地熱谷圖檔資料庫 - 國立自然科學博物館（页面存档备份，存于）
- 1955年：杜聰明於臺灣省科學振興會第十七次學術演講會上對岡本要八郎之介紹（页面存档备份，存于）